# Кумроч (хребет)
Хребе́т Кумро́ч — гірський хребет на сході півострова Камчатки Камчатського краю Росії.

## Географія
Хребет розташований у північно-східній частині гірської системи Східного хребта. Простягається приблизно на 220 км, від річки Стланиковий (притока Андріанівки) на північ — північний схід до річки Ольхової і затоки Озерної. На півдні межує із хребтом Тумрок, на заході — з Центральнокамчатською низовиною і «Вулканами Ключевської групи», на півночі — із затокою Озерною, на сході — із Камчатською затокою.
Складений мезо-кайнозойськими вулканогенно-осадовими і лавовими відкладеннями. Західні схили хребта круті, східні — пологі. У середній частині хребет розрізаний долиною річки Камчатки.
Середня висота — від 800 до 1400 м. Максимальна висота — вулкан Шіш (2346 м), вважається другою вершиною всього Східного хребта. Найвищі вершини — Успенська (1557 м), Круча, (1794 м).

## Рослинність
У нижній частині схилів переважають ліси кам'яної берези (береза Ермана), зарослі кедрового та вільхового сланників, вище — гірські тундри.

### Топографічні карти
- Аркуш карти N-57 Петропавловськ-Камчатський. Масштаб: 1 : 1 000 000. Видання 1967 р.
- Аркуш карти N-57-Б Атласово. Масштаб: 1:500 000. Видання 1989 р.
- Аркуш карти O-57-Г Ключі. Масштаб: 1:500 000. Видання 1952 р.
- Аркуш карти O-58-В Усть-Камчатськ. Масштаб: 1:500 000. Видання 1989 р.